# Liste des édifices labellisés « Patrimoine du XXe siècle » de la Creuse

Cet article recense les monuments historiques protégé au titre du Patrimoine du XXe siècle du département de la Creuse, en France,.
Depuis 2016, le label n'existe plus, remplacé par la reconnaissance « Architecture contemporaine remarquable ».

## Statistiques
Au 31 décembre 2014, la Creuse compte 8 immeubles protégés du patrimoine du XXe siècle.

## Liste
| Monument                                                     | Commune             | Adresse                   | Coordonnées                      | Notice         | Date           | Illustration                                                 |
| ------------------------------------------------------------ | ------------------- | ------------------------- | -------------------------------- | -------------- | -------------- | ------------------------------------------------------------ |
| Hôtel de ville d'Aubusson                                    | Aubusson            |                           | 45° 57′ 24″ nord, 2° 10′ 12″ est |                |                | Hôtel de ville d'Aubusson                                    |
| Château d'eau de Boussac-Bourg                               | Boussac-Bourg       |                           | à géolocaliser                   |                |                | Image manquante Téléverser                                   |
| École nationale des métiers du bâtiment                      | Felletin            |                           | à géolocaliser                   |                |                | Image manquante Téléverser                                   |
| Monument aux morts de Gentioux-Pigerolles                    | Gentioux-Pigerolles | Gentioux R.D. 8, R.D. 992 | 45° 47′ 05″ nord, 1° 59′ 42″ est | « PA00100223 » | 1990           | Monument aux morts de Gentioux-Pigerolles                    |
| Houillères d'Ahun                                            | Lavaveix-les-Mines  |                           | 46° 04′ 12″ nord, 2° 05′ 23″ est | « PA23000017 » | 2006           | Image manquante Téléverser                                   |
| Château de Mainsat                                           | Mainsat             |                           | 46° 03′ 07″ nord, 2° 23′ 12″ est | « PA00100103 » | 1963 1991 1997 | Image manquante Téléverser                                   |
| Monument funéraire de Pierre-Victor Loth                     | Saint-Maixant       |                           | 45° 59′ 31″ nord, 2° 12′ 05″ est | « PA00100171 » | 1981           | Image manquante Téléverser                                   |
| Église Saint-Julien-de-Brioude-et-Saint-Vaury de Saint-Vaury | Saint-Vaury         | Le Bourg                  | 46° 12′ 16″ nord, 1° 45′ 17″ est | « PA23000013 » | 2004           | Église Saint-Julien-de-Brioude-et-Saint-Vaury de Saint-Vaury |